# 九条林檎
九条 林檎（くじょう りんご、Kujo Ringo）は、日本のバーチャルタレント。AVATAR2.0 Project のオーディションによってデビュー。メタバース上の劇団「IMGN（イマジン）」主宰。
2018年11月 - 12月に開催された「最強バーチャルタレントオーディション〜極〜」最終審査合格により、AVATAR2.0 Projectのバーチャルタレントとして活動を開始。AVATAR2.0 projectを卒業し、個人勢としての活動を経た後、Sony Musicによるバーチャルタレント育成&マネジメントプロジェクト「VEE」へ所属。2024年4月30日に卒業し、現在は個人勢として活動。
キャラクターデザインはイラストレーターのLAM。主な活動場所はX、YouTube、SHOWROOM。

## キャラクター
魔界の名門九条家の領主であり、真祖の血を引く吸血鬼と人間のハーフ（ハイブリッドレディ）。人生を懸命に生きる主なき人間の新たな主となるため魔界よりやってきた。髪の色はアッシュブロンド。前髪には家紋でもある蝙蝠の形の髪留めをしている。ファッションモデルでもあるからか、衣装替えをする事の多いバーチャルタレントである事も特徴。
初期プロフィールでは「さらっと残酷なことを言うSっ気の強いお嬢様」としていたが、後に自ら"ドSのSは親切のS"と言い切る淑女なスタイルへと変化しており、普段は貴族然とした振る舞いをしている。自身の活動や制作物においては、人間に対してエモーショナルをもたらす事を心掛けている。ダンスを得意としており、自作の動画などにおいて即興でのダンスを披露する事も多い。
配信などで歌う楽曲が、昭和の歌謡曲や平成のヒット曲、NHK Eテレの番組の童歌や洋楽などと幅が広く、ニコニコ動画の文化にも触れてきていたためボーカロイド関連の選曲も多い。自作していた曲のフレーズを口ずさむ事もあり、思いのままにあらゆる歌を歌う事を日常としている節がある。デビュー1周年に発表された、初のオリジナル曲「malus」では作詞を自ら手掛けている。
自身の存在において、実体そのものがHMDなどのVR機器を被って配信をしているタイプのバーチャル存在と自称している。主な機材としてLuppetといったソフトやバーチャルキャストを活用して自身のVRoidモデルを動かし、配信や動画撮影を行う事を主としている。スタッフの協力を得る事がほとんど無く、主に一人で撮影から配信から素材作成までを行う状況が続いている。
バーチャルYouTuberを好んでバーチャルタレントになったという経緯もあり、VR界隈やLive2Dの技術に関しても造詣が深い。バーチャルタレント以前ではLive2D技術を生業としていた時期もあり、バーチャルタレント以後もAVATAR2.0 ProjectのバーチャルタレントのLive2Dモデル作成などを行う事もある程、技術を持ち合わせている。
好物としてマカロンやサーティワンアイスクリーム（バーガンディチェリー）といった洋菓子に加え、紅茶、タピオカジュース、オランジーナ（ルージュヌーヴォー）、レモネード、梅ジュースといった飲み物を挙げている。お化けや心霊現象の話題に触れる事を大の苦手としている。その他の趣味としてテレビゲームやテーブルゲーム、脱出ゲームなども挙げている。
手書きのオリジナルサインには、名字のkujoを少し飾った通常デザインのサインと、幼児の頃に考えた見た目にぐしゃくじゃなデザインの「ぐしゃいん」がある。
イラストを描く人をママ、体となる3Dモデルなどを作る人をパパと呼ぶバーチャルYouTuber界の慣習があり、キャラクターデザインを務めたイラストレーターLAMはその両方であったため、それになぞらえて「ママ上」と「パパ上」が混合する形で「マパ上様」と呼ばれる事が本人公認の公然での呼称となっている。一見の人に説明が必要な呼称であるため、度々これらを説明をする姿が見受けられる。
LAMがキャラクターデザインを手掛ける、他のバーチャルYouTuberやキャラクターの事を異父兄弟と呼んでおり、Twitterやコラボ配信の場などで交流をしたり、家系図を作成したりしている。
日本国内にある屋敷を住まいとしており、使い魔の「ハッシュ・タグー」、妹の「九条蜜柑（みかん）」と同居している。魔界の九条家の東西南北の国をそれぞれ取り仕切る名門家の末裔らでありバーチャルタレント仲間でもある「九条杏子」「九条棗」「九条茘枝」とも活動をしており、毎月のコラボ配信や旅行動画作成なども行ったりしている。

## 経歴

### 2018年
- 11月16日 - 12月9日、「最強バーチャルタレントオーディション〜極〜」 オーディション参加
- 12月10日、バーチャルタレントとして活動開始

### 2019年
- 2月1日、「小悪魔ageha」3月号 発売 専属モデルデビュー[16]
- 6月26日、SHOWROOM感謝祭2019 トップランカー招待[17]
- 7月30日、「WorldVTuberShowcase in SIGGRAPH2019」[18][19]
- 9月22日、バーチャルマーケット3 開会式 司会
- 9月28日、バーチャルマーケット3 閉会式 司会
- 11月16日、「【第一回】九条林檎モノマネ選手権」主催
- 12月6日 - 12月9日、渋谷109「IMADA MARKET」オリジナルグッズ販売
- 12月10日、デビュー1周年 オリジナル曲「malus」公開
- 12月26日、「REALITY企画王 presents 九条林檎の挑戦状」主催

### 2020年
- 1月1日、AVATAR2.0 projectを卒業し、フリー活動へ[2]。

### 2022年
- 5月23日、オーディションを経てVEEに加入する[3]。

### 2023年
- 6月にVRChat上で初の舞台作品『HarmonicA』を上演[1]。

### 2024年
- 5月1日、VEEを卒業し、フリー活動へ[4]。

## 出演

### イベント
- ニコニコ超会議2019「Vtuberおしゃべりフェス」 （2019年4月28日、AVATAR2.0有料チケットブース出演[20]）
- マチ★アソビ SHOWROOMブース「マチ★アソビ限定お話会」[21]（2019年5月4日 - 5月6日、出演）
- 秋葉原エンタス「Vカラオフ!」（2019年6月9日、出演）
- 「SHOWROOM感謝祭2019」[22]（2019年6月26日、トップランカー招待）
- 「WorldVTuberShowcase in SIGGRAPH2019[23]」 （2019年7月30日、動画出演）
- 「DIVE XR FESTIVAL」 （2019年9月23日、 AVATAR2.0 1st All Starsとして出演）
- FAVRIC（2019年9月29日、Rookie's Runway枠として出演）
- 「わくわく!VTuberひろば Vol.2[24]」（2019年11月17日、第2部出演）
- 「 Cafe Connect 〜クリエイター×vtuber〜」 （2019年11月23日 - 11月24日、出演）
- 「バズれッッ!バーチャルハイスクール![25]」（2019年11月30日、ゲスト出演）

### ネット配信
- VR年越しイベント「Count0」 （2018年12月31日、映像出演）
- SHOWROOM内 帯番組「猫舌SHOWROOM」 鈴木おさむオーナー回[26]（2019年2月21日、ゲスト出演）
- 「東京クロノス クリエイターズトーク in VR[27]」 （2019年3月30日、スペシャルゲスト出演）
- ALiVEs主催「平成バーチャルカウントダウン」 （2019年4月30日、動画制作出演）
- かおりちゃんねる「七色ボイス選手権!」 （2019年5月21日、コラボ出演）
- 「あいえるらいぶ #062」 （2019年5月23日、ゲスト出演）
- 「小説『渋谷隔絶 東京クロノス』発売記念イベント」 （2019年7月27日、ゲスト出演）
- 「REALITY企画王 決定戦」（2019年8月3日、本戦進出 ※優勝）
- 「REALITY企画王 presents 九条林檎の挑戦状」（2019年12月26日、主催）

### テレビ
- カエル王子といもむしヘンリー（2018年12月24日、TOKYO MX、番組内出演）
- 5時に夢中!（2019年1月15日、TOKYO MX、番組内出演）
- 四月一日さん家の（2019年5月21日、テレビ東京、「四月一日さんちで踊ってみた」 第8回放送、投稿動画出演）
- ぷみぷみVEE（2022年12月9日・30日、TOKYO MX、#02・05番組内出演[28]）

### ラジオ
- SHOWROOM主義（2019年3月16日、TOKYO FM、ゲスト出演[29]）

### 雑誌
- 小悪魔ageha（2019年2月1日 - 4月1日、2019年3月号 - 5月号、専属モデル加入[16]）

## タイアップ
- 「【18】キミト ツナガル パズル」キャラクター配布（ログインプレゼント）（2019年4月3日）
- 「VA-11 Hall-A」公式サイトにて応援大使 掲載（2019年5月30日）
- 東京ゲームショウ2019 「ポリフる feat.朝ノ瑠璃」応援大使（2019年9月12日 - 9月15日）

## ディスコグラフィ

### オリジナル楽曲
| タイトル | 作詞            | 作曲            | 楽曲情報                                  | 公開日         |
| -------- | --------------- | --------------- | ----------------------------------------- | -------------- |
| malus    | 九条林檎        | こおろぎ        | ミックス・マスタリング：atelier AUTH_QUID | 2019年12月31日 |
| 月下宴   | イナガワ シユウ | イナガワ シユウ | ミックス・マスタリング：PARADOX SOUNDS    | 2020年12月30日 |

### 参加作品
| タイトル          | 歌                                                                                | 作詞     | 作曲/編曲                        | 備考                                                                           |
| ----------------- | --------------------------------------------------------------------------------- | -------- | -------------------------------- | ------------------------------------------------------------------------------ |
| ハテノハテ        | AVATAR2.0 1st All Stars（雨ヶ崎笑虹、結目ユイ、白乃クロミ、巻乃もなか、九条林檎） | ゆうゆP  | ゆうゆP                          | 2019年12月25日 Youtube公開                                                     |
| We sing the world | 九条林檎、九条杏子、九条茘枝、九条棗                                              | 九条林檎 | 姉田ウ夢ヤ                       | 2020年11月7日 Youtube公開                                                      |
| fiil              | 九条林檎、ばぶかす                                                                | 九条林檎 | sumeshiii a.k.a.バーチャルお寿司 | 2021年5月22日リリース オリジナルコンピレーションアルバム「ぶいっとコンピ」収録 |